# Hippoboscoidea
Hippoboscoidea è una superfamiglia di ditteri moscoidi appartenente ai Calyptratae. Le mosche di questa superfamiglia sono ectoparassiti obbligati che si nutrono del sangue dei loro ospiti.

## Tassonomia
Nel suo novero vengono spesso collocate quattro famiglie:
- Glossinidae - mosche tse tse
- Hippoboscidae
- Nycteribiidae - mosche pipistrello
- Streblidae - mosche pipistrello

(Si noti che Mystacinobiidae, pur essendo anche una mosca pipistrello, appartiene alla superfamiglia Oestroidea).
Gli Hippoboscidae sono comunemente chiamati mosche pidocchio (ked flies). Le mosche pipistrello sono Nycteribiidae e Streblidae (insieme a Mystacinobiidae); gli Streblidi probabilmente non sono monofiletici. La famiglia Glossinidae, monotipica come genere, contiene le mosche tse-tse, economicamente importanti come vettori della tripanosomiasi. Si ritiene che gli enigmatici Mormotomyiidae appartengano agli Ephydroidea e non agli Hippoboscoidea come precedentemente inferito.
Nella letteratura più antica, questo gruppo è spesso indicato come Pupipara ("portatori di pupa"), perché, a differenza di quasi tutti gli altri insetti, la maggior parte dello sviluppo larvale avviene all'interno del corpo della madre e la pupazione avviene quasi immediatamente dopo la "nascita" – in sostanza, invece di deporre le uova, una femmina depone pupe a grandezza naturale una alla volta. In senso stretto, le Pupipara comprendono solo gli Hippoboscidae, Nycteribiidae e Streblidae, che nelle trattazioni più antiche erano tutti inclusi negli Hippoboscidae.

## Sviluppo
Le specie di Hippoboscoidea non depongono uova. Invece, le larve si schiudono in utero, sono alimentate internamente da "ghiandole del latte" e passano attraverso tre stadi morfologici prima di essere depositate per impuparsi. Questo tipo di riproduzione è definito come viviparità adenotrofica.